# Instituto Goddard de Estudios Espaciales
El Instituto Goddard de Estudios Espaciales (GISS) es un laboratorio en la División de Ciencias de la Tierra del Centro de Vuelo Espacial Goddard de la NASA, afiliado al Instituto de la Tierra de la Universidad de Columbia. El instituto está ubicado cerca de la Universidad de Columbia en la ciudad de Nueva York.
La investigación del GISS enfatiza un amplio estudio de cambio global, los cambios naturales y antropogénicos en nuestro medio ambiente que afectan la habitabilidad de nuestro planeta. Estos efectos pueden ocurrir en escalas de tiempo muy diferentes, desde forzamientos únicos como erupciones volcánicas, hasta efectos estacionales como El Niño, y hasta milenios de glaciaciones.
La investigación del instituto combina el análisis de conjuntos de datos globales integrales (derivados de estaciones de superficie combinados con datos satelitales para las temperaturas de la superficie del mar) con modelos globales de procesos atmosféricos, superficiales y oceánicos. El estudio del cambio climático pasado en la Tierra y de otras atmósferas planetarias proporciona una herramienta adicional para evaluar la comprensión general de la atmósfera y su evolución.
GISS fue establecido en mayo de 1961 por Robert Jastrow para realizar investigación básica en ciencias espaciales en apoyo de los programas Goddard.  Formalmente, el instituto era la oficina de la División Teórica de GSFC, pero era conocido como Instituto de Estudios Espaciales del Centro de Vuelos Espaciales Goddard o en algunas publicaciones simplemente como Instituto de Estudios Espaciales. Pero incluso antes de su apertura, la prensa se refería al instituto como el Instituto Goddard de Estudios Espaciales. Se separó de la División Teórica en julio de 1962. Sus oficinas estaban ubicadas originalmente en The Interchurch Center, y el instituto se mudó al Armstrong Hall de Columbia en abril de 1966.
De 1981 a 2013, GISS fue dirigida por James E. Hansen. En junio de 2014, Gavin Schmidt fue nombrado tercer director del instituto.

## Historia de la investigación científica
En la década de 1960, GISS era un centro frecuente de talleres científicos de alto nivel, incluido el "Simposio sobre la historia de la corteza terrestre" en noviembre de 1966, que se ha descrito como la reunión que dio origen a la idea de la tectónica de placas.
En un taller de GISS en 1967, John Wheeler popularizó el término "agujero negro" como una abreviatura de "estrella completamente colapsada gravitacionalmente", aunque el término no se acuñó allí.
En septiembre de 1974, en una reunión seminal dirigida por Patrick Thaddeus en GISS con John Mather (su entonces postdoctorado) y otros, comenzaron las discusiones sobre la posibilidad de construir un satélite para medir tanto el espectro como las posibles fluctuaciones espaciales del Fondo Cósmico de Microondas. Esto condujo directamente al proyecto del satélite COBE y al Premio Nobel para Mather.

## Investigación del cambio climático
Un objetivo clave de la investigación del Instituto Goddard de Estudios Espaciales es la predicción del cambio climático en el siglo XXI. La investigación combina registros paleogeológicos, análisis de conjuntos de datos globales completos (derivados principalmente de observaciones de naves espaciales), con modelos globales de procesos atmosféricos, superficiales y oceánicos.
Las predicciones de la ciencia del clima se basan sustancialmente en el análisis histórico del paleoclima de la Tierra (el clima a través de las edades geológicas) y el registro del nivel del mar, temperatura y dióxido de carbono.
Los cambios en el dióxido de carbono asociados con la deriva continental y la disminución del vulcanismo cuando la India llegó al continente asiático permitieron que las temperaturas bajaran y que se formaran capas de hielo antárticas. Esto resultó en una caída de 75 m en el nivel del mar, lo que permitió que nuestras costas y hábitats actuales se formaran y estabilizaran.
Los estudios de cambio global en GISS se coordinan con la investigación de otros grupos dentro de la División de Ciencias de la Tierra, incluido el Laboratorio de Atmósferas, el Laboratorio de Ciencias Hidrosféricas y Biosféricas y la Oficina de Ciencias del Sistema de Observación de la Tierra.

## Premios
El director de GISS, James Hansen, recibió el premio Heinz en 2001.
En noviembre de 2004, los climatólogos Drew Shindell y Gavin Schmidt fueron nombrados entre el premio Top 50 Scientist de la revista Scientific American.
El ex científico postdoctoral de GISS John C. Mather fue galardonado años más tarde con el Premio Nobel de Física en 2006.

## En la cultura popular
El instituto está ubicado en la esquina de West 112th St. y Broadway en la ciudad de Nueva York en el Armstrong Hall de la Universidad de Columbia. El edificio también alberga Tom's Restaurant, que fue el exterior del restaurante en Seinfeld y el tema de la canción de Suzanne Vega Tom's Diner.
WQED realizó un documental en la década de 1960 "El universo en un bloc de notas" sobre el trabajo teórico que se realiza en GISS.